# Deuses e imortais chineses

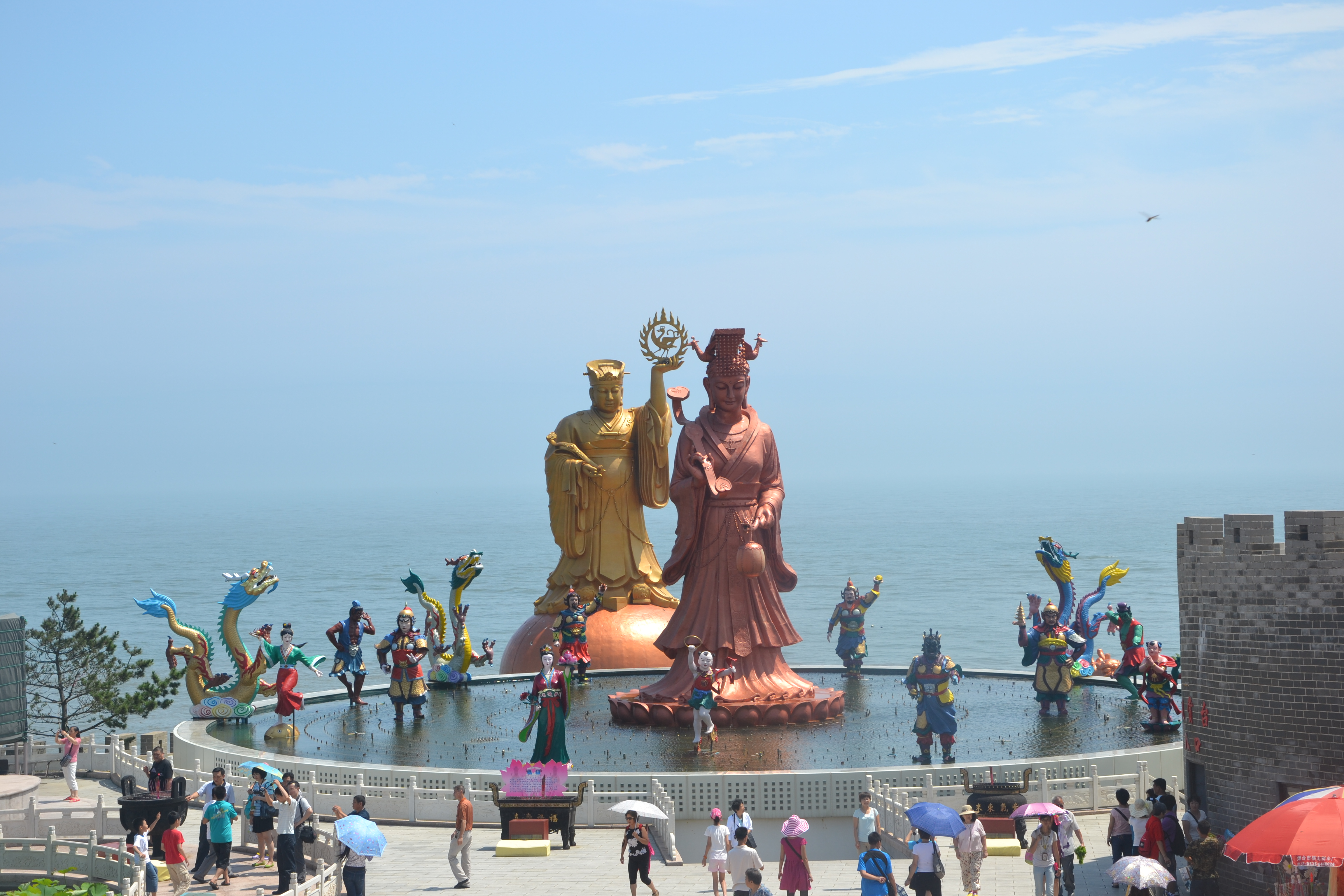
O local é um santuário dedicado a diversas divindades da religião popular chinesa, situado em Weihai, na província de Shandong. Possui um altar com uma fonte e incensários onde os fiéis fazem oferendas e orações. A figura central do santuário é Mazu, a deusa protetora dos mares, que está acompanhada pelos quatro Deuses Dragão (龍神) e outros seres celestiais. Ao fundo, se destaca a imagem da Deusa do Sol (太陽神), que representa a luz e o calor da vida.

Os deuses e imortais chineses são um grupo diverso de entidades que são veneradas na religião popular chinesa. São considerados manifestações do qì, a energia ou pneuma do Céu, e estão organizados em uma complexa hierarquia celestial.
Alguns dos deuses e imortais mais famosos são:
- Tian (天) — o deus supremo do céu e da ordem, que se manifesta no polo norte celeste e nas constelações.
- Os Oito Imortais (八仙) — um grupo de lendários xian (imortais) que possuem poderes mágicos e podem conceder vida ou destruir o mal. Eles vivem em um grupo de cinco ilhas no mar de Bohai, incluindo o monte Penglai.
- Mazu, por vezes Matsu (媽祖), a deusa do mar e protetora dos navegantes e pescadores. Ela é cercada pelos quatro Deuses Dragão (龍神) e vários outros deuses menores.
- Guan Yu (關羽) — o deus da guerra, da lealdade e da justiça. Ele foi um general histórico da dinastia Han que se tornou um herói popular e um símbolo de bravura.
- Sun Wukong (孫悟空) — o Rei Macaco, um personagem do clássico romance Jornada ao Oeste. Ele é um macaco travesso e poderoso que acompanha o célebre monge budista Xuanzang em sua busca pelos sutras budistas na Índia.

Há muitos outros deuses e imortais na mitologia chinesa, cada um com sua própria história, personalidade e culto. Eles refletem a rica diversidade da cultura e da espiritualidade chinesas.